# Schwimmstadion Leipzig

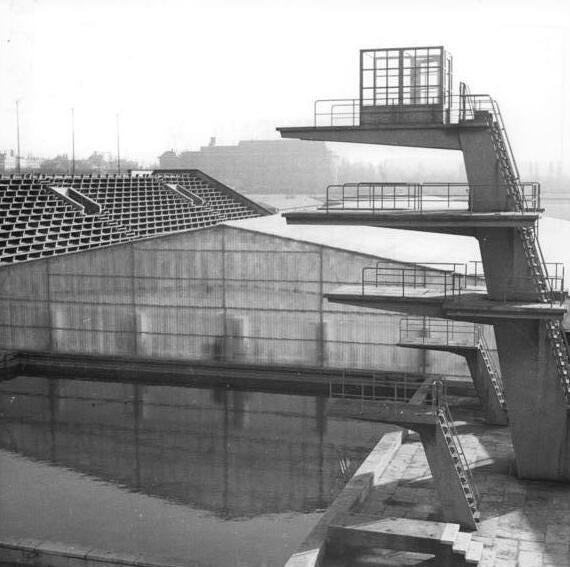
Blick auf das Sprungbecken mit Sprungturm und das Winterdach des 50-m-Schwimmbeckens (Februar 1961).

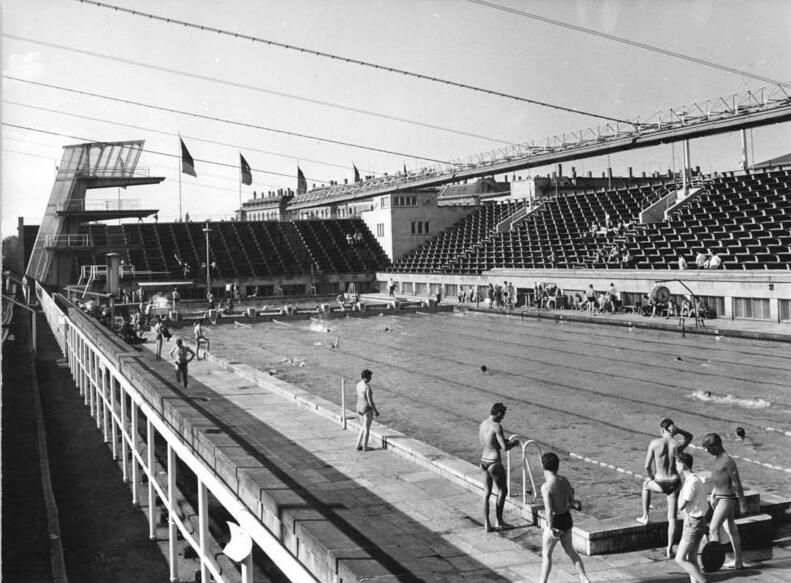
Das Schwimmstadion in Leipzig (September 1966). Blick auf das 50-m-Schwimmbecken.

Das Schwimmstadion in Leipzig war ein Freibad auf dem Gelände des Sportforums am Zentralstadion. Es wurde von Anfang der 1950er Jahre erbaut und am 1. April 1999 geschlossen. Ab 1. März 2004 wurden große Teile des Schwimmbades abgerissen. Nur die Nordtribüne bleibt erhalten und soll zum Sportmuseum umgebaut werden.

## Bauliches
Zu Beginn bestand das Schwimmstadion nur aus dem Sprungbecken. 1961/62 wurde ein 50-Meter-Schwimmbecken gebaut. Es erhielt für die Trainingsnutzung in der kalten Jahreszeit eine temporäre Überdachung in Form eines zur Seite rollbaren Daches.
Auf den nicht überdachten Tribünen fanden bis zu 9200 Zuschauer Platz.
Die Nordtribüne enthielt das Heizhaus.
Außerhalb des von den Tribünen umfassten Schwimmstadions gab es weiterhin noch ein 55-Yards-Schwimmbecken und ein Nichtschwimmer-Kleinbecken (das sogenannte „Pionierbecken“). Beide Becken wurden zusammen mit der Sauna 1960 bis 1962 erbaut und von 1992 bis 1999 als Freibad für die Öffentlichkeit genutzt. Das Rolldach überdeckte in Sommerstellung das Pionierbecken etwa zur Hälfte.
Das Schwimmstadion wurde kurz zuvor 1997 aufgrund des schlechten baulichen Zustandes geschlossen.
Technische Angaben zu den Abbrucharbeiten:
- 50-m-Becken: 600 m³ Beton, 45 t Stahl, 2000 m³ Einhausung, 2500 m³ zur Verfüllung
- Sprungbecken: 400 m³ Beton und der Sprungturm, 2500 m³ zur Verfüllung
- 55-Yards-Becken: 400 m³ Beton, 7 t Stahl, 2000 m³ Einhausung, 2500 m³ zur Verfüllung
- Pionierbecken: 1200 m³ Beton, 20 t Stahl, 2400 m³ zur Verfüllung
- Osttribüne: 21 200 m³ umbauter Raum; 5000 m³ zur Verfüllung
- Nordtribüne: 7500 m³ umbauter Raum; 2000 m³ zur Verfüllung

## Geschichtliches
Der Verein Sportplatz Leipzig plante seit 1891 die Erbauung von Sportstätten auf dem Gelände an den Frankfurter Wiesen in Leipzig.
Anfang der 1950er Jahre entstand das Leipziger Sportforum einschließlich des Schwimmstadions an der Friedrich-Ebert-Straße. Neben dem Zentralstadion und Schwimmarena umfasst das Forum Leichtathletik-Stadion, Sportmuseum und Festwiese. Bis zum Fall der Mauer war das Schwimmstadion eine der wichtigsten Wettkampf- und Trainingsstätten der DDR. Nach der Wiedervereinigung von Deutschland begann der Verfall des Schwimmstadions. Pläne zum Abriss des Schwimmstadions gab es 1996. Von 2000 bis 2003 wurde das benachbarte Zentralstadion in ein reines Fußballstadion umgebaut. 2004 erfolgte in diesem Zusammenhang der Teilabbruch des Schwimmstadions insbesondere zur Platzgewinnung für V.I.P.-Parkplätze, nur dessen Nordtribüne blieb erhalten.
Mit dem Bau der Schwimmhalle in der Mainzer Straße Anfang der 1970er Jahre verlor das Schwimmstadion mit den Jahren an Bedeutung.

## Veranstaltungen
1962 fanden in dem Stadion die Schwimm-Europameisterschaften (Schwimmen, Wasserspringen, Wasserball) statt. 1972 und 1977 fanden die DDR-Meisterschaften im Schwimmen hier statt.
Hier fanden mehrere internationale Vergleichs-Länderkämpfe im Schwimmen und Turmspringen zwischen der DDR und Ungarn, Sowjetunion und USA statt. Zahlreiche Europa- und Weltrekorde wurden hier im Schwimmstadion aufgestellt.

## Denkmalschutz
Die Kulturdenkmal-Objekt-ID des Landesamts für Denkmalpflege Sachsen lautet: 09299390